# جيمس دبليو. بريان
جيمس دبليو. بريان (بالإنجليزية: James W. Bryan) هو محامي وسياسي أمريكي، ولد في 11 مارس 1874 في ليك تشارلز في الولايات المتحدة، وتوفي في 26 أغسطس 1956 في بريميرتون في الولايات المتحدة. انتخب عضو مجلس النواب الأمريكي.